# Krakauer Tor (Lublin)

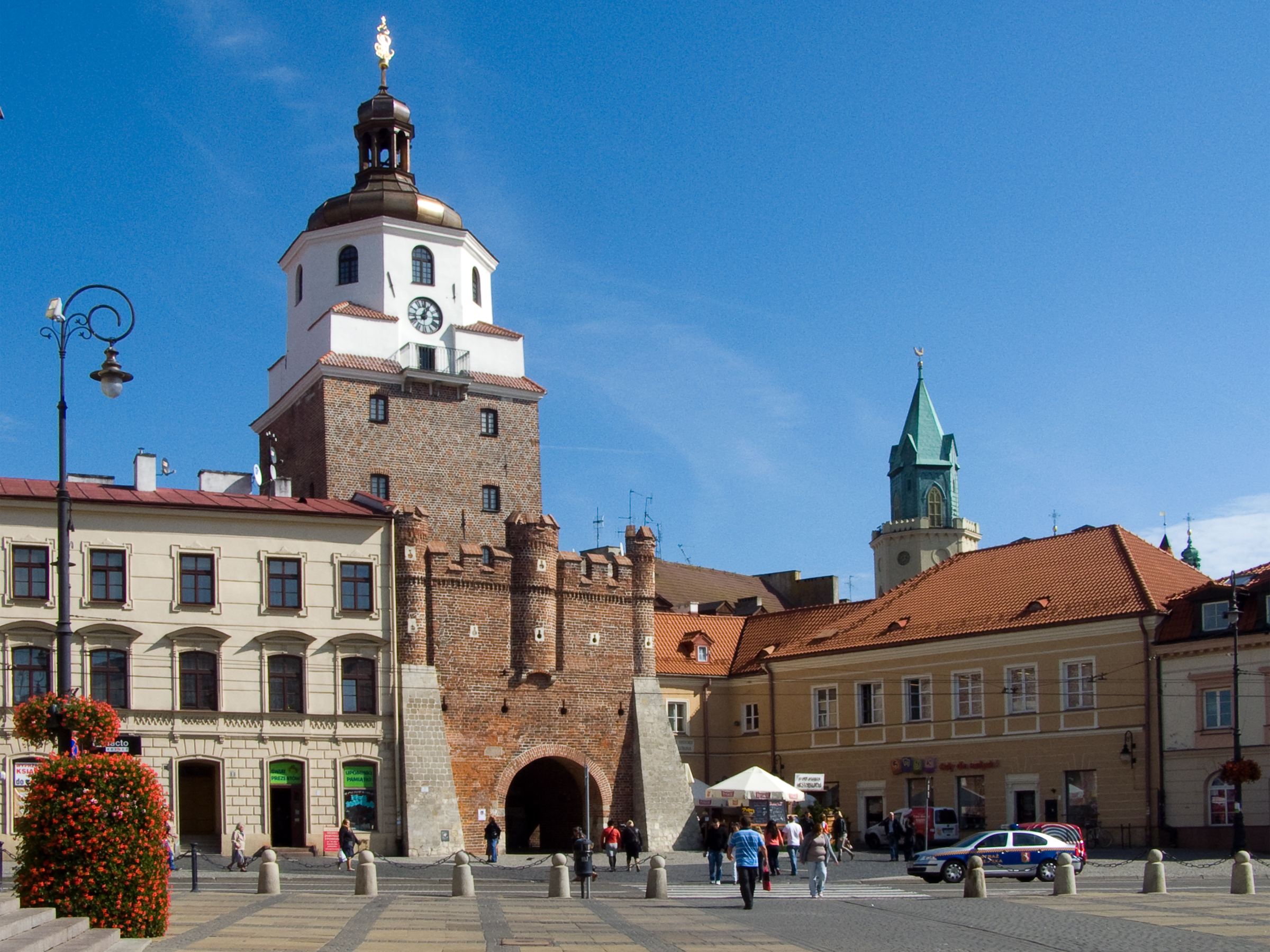
Krakauer Tor in Lublin

Das Krakauer Tor befindet sich in Lublin in Polen und bildet den westlichen Eingang zur historischen Altstadt von Lublin.

## Geschichte
Die erste Bauphase des Krakauer Tores wurde im 14. Jahrhundert vollendet. In diese Zeit fällt der untere Abschnitt des Tores, welcher aus Kalk- und Ziegelsteinen errichtet ist. Dieser Gebäudeteil verfügte über Schießscharten und Pechnasen. Im 16. Jahrhundert wurde das Tor renoviert, nachdem mehrere Brände dieses sehr beschädigt hatten. Das Eingangstor wurde im zweiten oder dritten Viertel des 16. Jahrhunderts errichtet. Im Jahr 1611 wurde der Wassergraben vor dem Tor eingeebnet und ein Handelsplatz mit Namen Korce errichtet. Während des 17. Jahrhunderts fand eine erneute Renovierung des Tores statt. Mit Hilfe von Dominik Merlini wurde das Tor 1778 erneut instand gesetzt. Durch die andauernden Renovierungen und die beschränkten finanziellen Mittel der Stadt sollte das Tor im Jahr 1830 abgerissen werden. Das Vorhaben fand jedoch wenig Unterstützung und wurde nicht umgesetzt. In den Jahren 1844 bis 1945 befand sich um das Tor eine Galerie mit Eisengitter. Von diesem Ort aus überwachte die Feuerwehr die Stadt. Die im Jahr 1925 fertiggestellte Renovierung fand keine Anerkennung bei der Gesellschaft zum Schutz von Denkmälern. 1954, zum 10-jährigen Bestehen der Volksrepublik Polen, wurde das Tor erneut instand gesetzt. Zu dieser Zeit wurde der Verputz erneuert, das Eisengitter der Galerie entfernt und die beiden Balkone wiederhergestellt. Das Tor wurde ab 1962 bis 1965 erneut renoviert, im Zuge der Umgestaltung des Tores in ein Museum. Während dieser Renovierung wurde das Tor wieder in seine gotische Form gebracht und der Verputz vom vierseitigen Unterbau und vom Eingangstor entfernt. Seit dem Jahr 1965 befindet sich nun das Museum zur Geschichte der Stadt Lublin im Krakauer Tor.

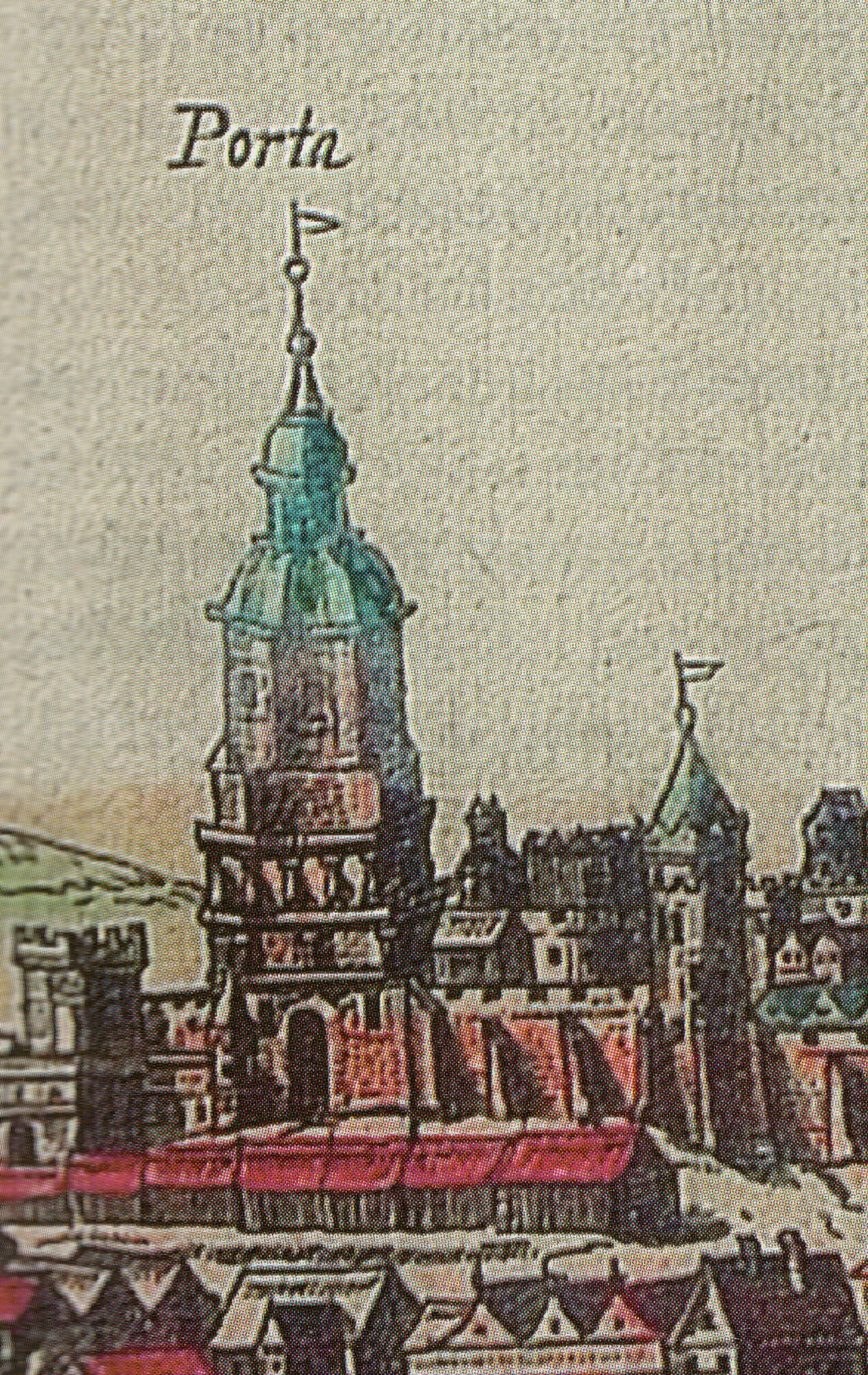
Älteste Darstellung des Krakauer Tores von 1618
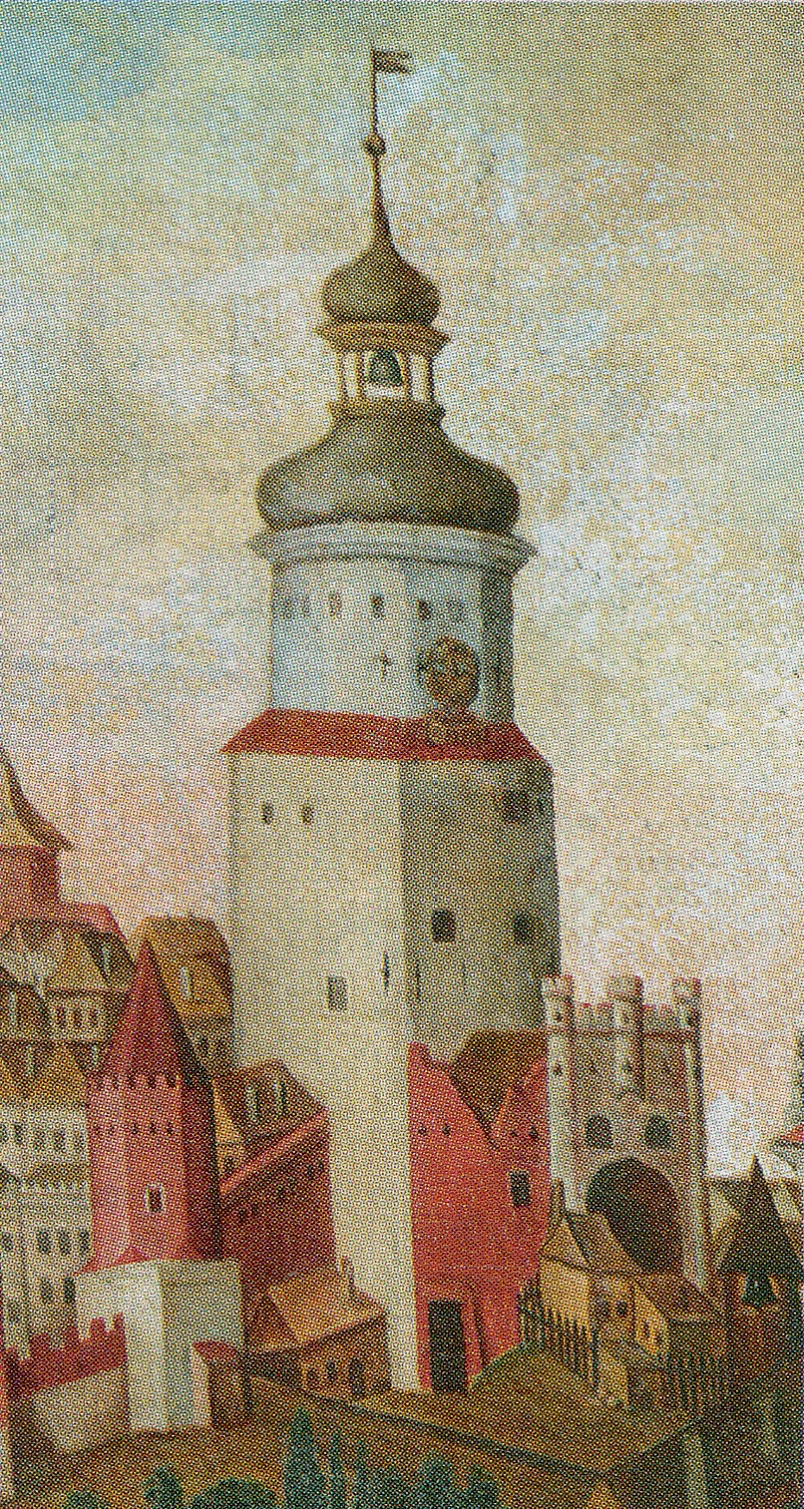
Das Krakauer Tor im Jahr 1740
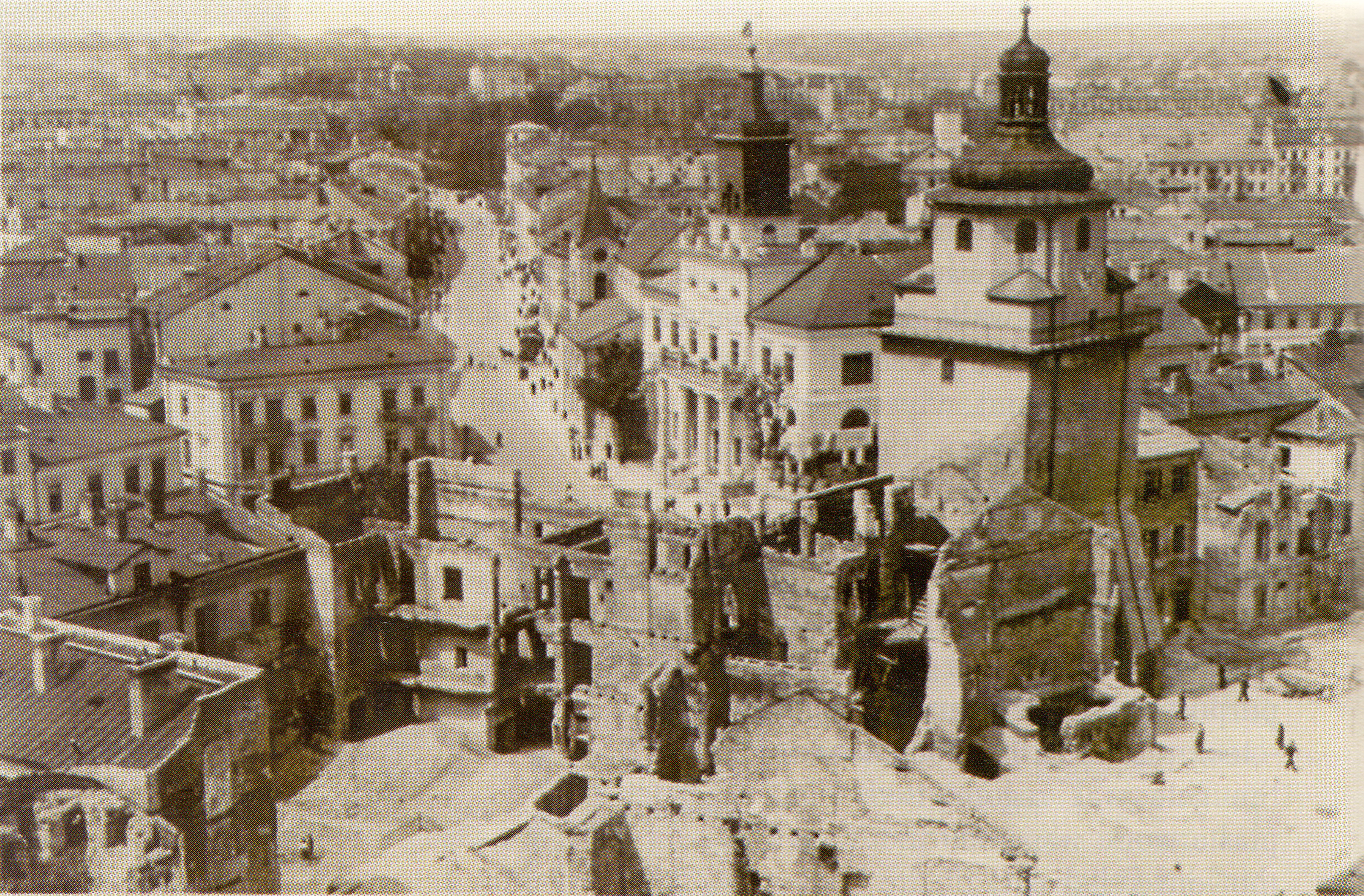
Lublin mit Krakauer Tor nach den Kriegszerstörungen von 1944